# Chorthippus hirtus
Chorthippus hirtus är en insektsart som beskrevs av Boris Petrovich Uvarov 1927. Chorthippus hirtus ingår i släktet Chorthippus och familjen gräshoppor.

## Underarter
Arten delas in i följande underarter:
- C. h. kurushiensis
- C. h. riparius
- C. h. tarkiensis
- C. h. hirtus
- C. h. debilis